# Пароход в кукурузном поле
«Парохо́д в кукуру́зном по́ле» (англ. Steamboat in a Cornfield) — детская иллюстрированная книга, написанная известным американским музыкантом и лоцманом Джоном Хартфордом. Издание на английском языке впервые было опубликовано 14 октября 1986 года.

## Сюжет
В подзаголовке издания, автор написал:«детская книга для детей всех возрастов». 
В своей книге Джон Хартфорд рассказывает захватывающую, невымышленную историю о малоизвестном случае в жизни известного парохода реки Огайо, произошедшего приблизительно в 1910 году. По сюжету книги, пароход «Вирджиния» (англ. the Virginia) однажды из-за наводнения на реке Огайо оказался на кукурузном поле. После того, как вода отступила, пароход остался на берегу и позже стал местной достопримечательностью, предметом народных историй и старых уличных песен.
Книга включает в себя огромное количество старых фотографий и различных карт с целью позволить читателю как можно подробнее представить себе вид парохода и проследить его маршрут. Сюжет книги завершается литературной кодой, в которой автор описывает судьбу героев этой необычной истории. 

## Издательство и литературное значение
Книга обращена к читателям, имеющих пристрастие к рекам и морскому делу. Небольшой формат книги с текстом, содержащий редкие факты этого случая, может привлечь юных любителей истории. В целом, это интересный взгляд на прежде не зафиксированный инцидент в истории страны. 
Книга «Пароход в кукурузном поле» была издана в 1986 году издательством «Crown Publishing Group».
На настоящий момент книга является объектом коллекционирования, и её стоимость на Интернет-аукционах достигает 30 долларов США за экземпляр. 
В мае 1991 года, комикс Gasoline Alley использовал основную сюжетной линию книги Джона Хартфорда — «Пароход в кукурузном поле».

## Внешние ссылки
- Официальный веб-сайт Джона Хартфорда Архивная копия от 5 марта 2009 на Wayback Machine